# Shira Vilensky
Shira Vilensky (Rishon LeZion, 21 gennaio 1984) è un'attrice israeliana.
Ha iniziato la sua carriera come modella. all'età di 12 anni, partecipando inoltre ad alcune pubblicità. Nei primi anni 2000 ha iniziato a studiare comunicazione in una scuola in Israele. Nel 2002 debutta come attrice nel film Broken Wings. Inoltre nel 2004 ha partecipato alla soap opera Michaela e nel 2006 alla versione israeliana di Ballando con le stelle, intitolata Rokdim Im Kokhavim. Nel 2005 è tra il cast protagonista della serie televisiva Ha-Shminiya e nel 2008 in quella di Bili oltre che nel film Joshua Tree. Nel 2012 partecipa ai film Lovelace e The Iceman. Attualmente vive a Los Angeles.

## Doppiatrici italiane
Nelle versioni in italiano dei suoi film, Shira Vilensky è stata doppiata da:
- Monica Vulcano in Bili[6]